# Präfekturparlamentswahl in Tokio 2025
Die Präfekturparlamentswahl in Tokio 2025 (Reiwa 7-nen/2025-nen Tōkyō togikai giin senkyo, jap. 令和7年/2025年東京都議会議員選挙) zum Präfekturparlament von Tokio, Japans bevölkerungsreichster Präfektur, fand am 22. Juni 2025 statt. Die gesetzliche Wahlkampfperiode begann am 13. Juni 2025. Mandatsende des 2021 gewählten Parlaments ist der 22. Juli. Zur Wahl standen die unverändert 127 Präfekturparlamentsabgeordneten durch nicht übertragbare Einzelstimmgebung in 42 Wahlkreisen, deren Grenzen weitgehend denen der kreisfreien Städte, Bezirke, Städte und Dörfer in Tokio entsprechen. Für den gleichen Tag war auch die Bürgermeisterwahl in Kokubunji angesetzt.
Angesichts der Bedeutung Tokios und kurz vor der nationalen Senatswahl 2025 ist die Wahl auch ein wichtiger Stimmungstest für die Nationalpolitik und im Vergleich zu anderen Präfekturparlamentswahlen überdurchschnittlich parteipolitisch aufgeladen. Die nationale Regierungskoalition aus LDP und Kōmeitō, die mit dem zweiten Kabinett Ishiba seit der Repräsentantenhauswahl 2024 ohne eigenständige Gesetzgebungsmehrheit regiert, kämpft unter anderem nach einem neuen Skandal um Geschenkgutscheine für LDP-Abgeordnete im März 2025 mit schwachen Zustimmungswerten. Tokios Gouverneurin Yuriko Koike wurde bei der Gouverneurswahl 2024 mit rund 43 % der Stimmen, aber deutlichem Vorsprung auf ihre Herausforderer für eine dritte Amtszeit wiedergewählt. Die neue Regionalpartei Saisei no michi (再生の道, „Weg der Erneuerung“) des bei der Gouverneurswahl zweitplatzierten Kandidaten Shinji Ishimaru will mit bis zu 60 Kandidaten antreten. Im scheidenden Parlament sind (Stand: Januar 2025) die LDP mit 30 Sitzen und Koikes Präfekturpartei Tomin First no Kai mit 27 Sitzen fast gleich stark.